# NGC 632
NGC 632 je galaksija u zviježđu Ribe.

## Vanjske poveznice
- SEDS: NGC 0632